# 여자 초등학생의 취급 설명서
《여자 초등학생의 취급 설명서》(JSのトリセツ)는 아메다마 사키가 그린 일본의 여아 대상 성교육 만화이다.

코단샤의 만화잡지인 나카요시의 2020년 7월호부터 2021년 3월호까지 연재하였다. 협력은 주식회사 와코루.